# Grafton (Vermont)
Grafton es un pueblo ubicado en el condado de Windham en el estado estadounidense de Vermont. En el año 2010 tenía una población de 679 habitantes y una densidad poblacional de 6.8 personas por km².

## Geografía
Grafton se encuentra ubicado en las coordenadas 42°11′25″N 72°36′00″O / 42.19028, -72.60000.

## Demografía
Según la Oficina del Censo en 2000 los ingresos medios por hogar en la localidad eran de $42,313 y los ingresos medios por familia eran $48,250. Los hombres tenían unos ingresos medios de $31,346 frente a los $21,406 para las mujeres. La renta per cápita para la localidad era de $23,617. Alrededor del 10.6% de la población estaban por debajo del umbral de pobreza.